# Catacumba de São Nicomedes
Catacomba de São Nicomedes (em italiano:  Catacomba di San Nicomede) era uma catacumba romana localizada no início da Via Nomentana, no quartiere Nomentano de Roma, perto da Porta Pia. A entrada fica no número 32 da Via dei Villini e, por conta de sua identificação incerta, é conhecido também como Hipogeu anônimo da Via dei Villini (em italiano:  Ipogeo anonimo di Via dei Villini).

## Fontes

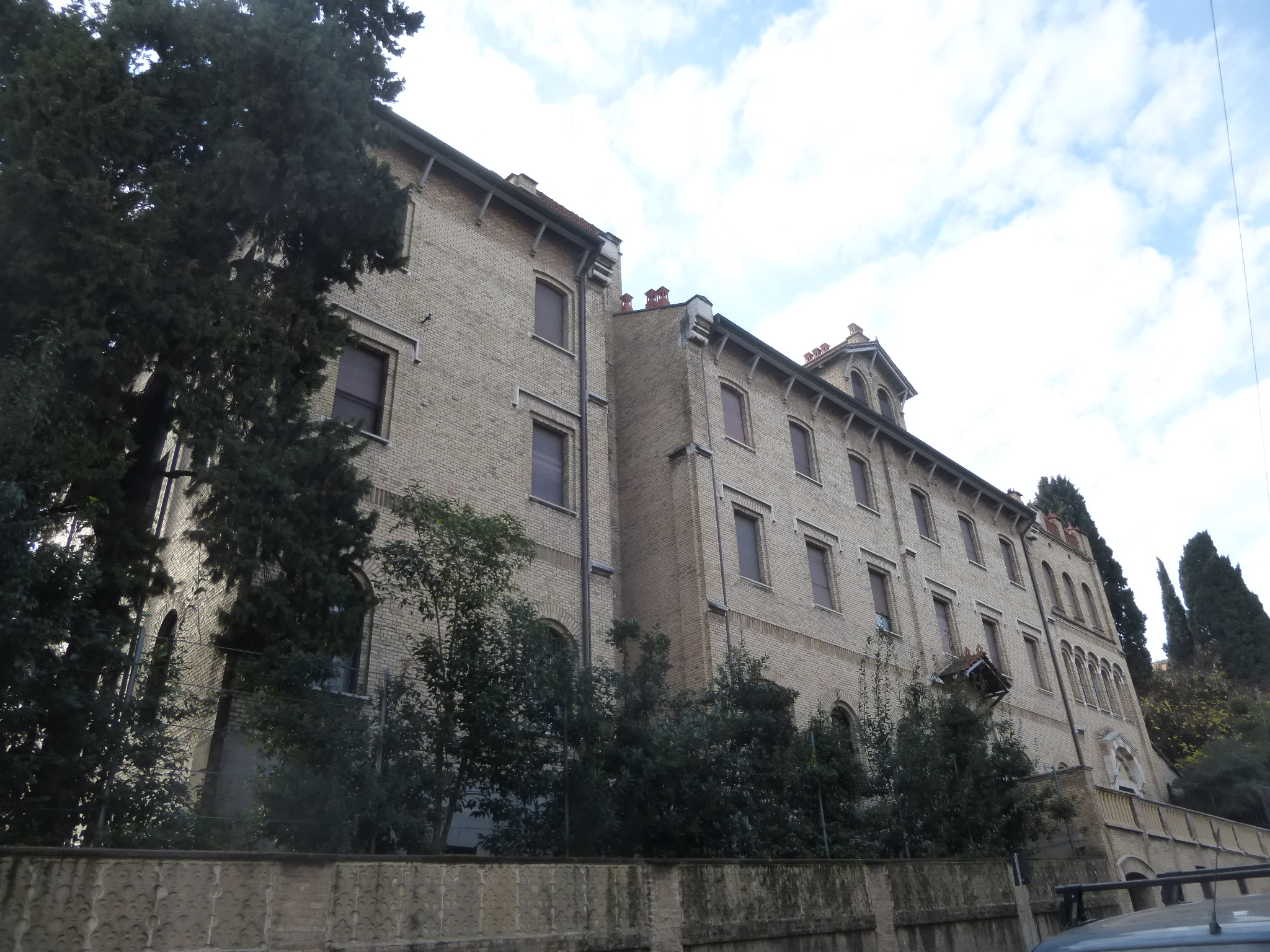
Convento das Filhas do Sagrado Coração de Jesus (Notre-Dame des Oiseaux), construído acima da catacumba.

## Descobertas arqueológicas
A partir de Antonio Bosio no início do século XVII, diversas galerias foram descobertas na região desta catacumba, mas nenhuma delas foi identificada com certeza como sendo a Catacumba de São Nicomedes. O próprio Bosio, em sua obra Roma sotterranea, citou a descoberta de um hipogeu à direita da Porta Pia, que ele próprio identificou como sendo a Catacumba de São Nicomedes; deste hipogeu, que Bosio descreveu detalhadamente, nenhum vestígio restou depois desta visita. No século XIX, o arqueólogo Giovanni Battista de Rossi descobriu dois hipogeus de tamanhos diferentes na propriedade dos marqueses da família Patrizi e nenhum deles foi identificado como sendo o mesmo relatado por Bosio. Do hipogeu menor nada restou atualmente e o maior está atualmente sob a Via dei Villini: De Rossi descobriu acima do nível do solo os restos de um monumento absidado que ele identificou como sendo a basílica dedicada a São Nicomedes. Depois que ele publicou seus resultados, a comunidade acadêmica se convenceu de que ali ficava a Catacumba de São Nicomedes.
Esta identificação, porém, perdurou até o final dos anos vinte do século XX, quando, por ocasião da construção do Palazzo del Ministero dei Transporti, foram descobertas mais de trinta galerias subterrâneas dispostas em dois níveis diferentes. Outras galerias foram descobertas nos anos seguintes e os arqueólogos se convenceram da descoberta do verdadeiro cemitério comunitário de São Nicomedes. Infelizmente hoje está tudo enterrado sob as estruturas dos edifícios modernos. Portanto, na área na qual se acredita ter estado a catacumba, além do cemitério comunitário, foram encontrados restos de pelo menos três hipogeus familiares ao longo dos séculos, dos quais o único ainda existente é o "Hipogeu da Via dei Villini".
Este "Hipogeu anônimo da Via dei Villini" era, na realidade, um hipogeu privado de extensão média, similar a outros descobertos na Via Salaria e na Via Nomentana e não era exclusivo da comunidade cristã. As galerias se articulam em dois níveis superpostos e têm uma extensão de 160 metros. Na principal estão três cubículos. A entrada se dá através de uma porta ao longo da via na propriedade da sede mundial (casa generalizia) das Filhas do Sagrado Coração de Jesus".